# Vinița, Plovdiv
Vinița (în bulgară Виница) este un sat în comuna Părvomai, regiunea Plovdiv,  Bulgaria. 

## Demografie
Componența etnică a satului Vinița
     Nicio identificare (29,04%)
     Bulgari (57,81%)
     Romi (13,14%)
     Turci (0%)
La recensământul din 2011, populația satului Vinița era de 761 locuitori. Din punct de vedere etnic, majoritatea locuitorilor (57,81%) erau bulgari, cu o minoritate de romi (13,14%). Pentru 29,04% din locuitori nu este cunoscută apartenența etnică.